# Convocações para o Campeonato Europeu de Futebol de 1988
Este artigo lista os convocados para o Campeonato Europeu de Futebol de 1988 competição que foi realizada na Alemanha, entre 10 de junho e 25 de junho de 1988.

## Grupo A

### Alemanha Ocidental
Treinador:  Franz Beckenbauer

### Itália
Treinador:  Azeglio Vicini

### Dinamarca
Treinador:  Sepp Piontek

### Espanha
Treinador:  Miguel Muñoz

## Grupo B

### Inglaterra
Treinador:  Bobby Robson

### Irlanda
Treinador: Jack Charlton

### Holanda
Treinador:  Rinus Michels

### União Soviética
Treinador:  Valeriy Lobanovskiy